# Стеценко, Наталия Ивановна
Ната́лия Ива́новна Стеце́нко (род. 5 декабря 1945, Москва) — советский и российский деятель телевидения, редактор, продюсер. Генеральный директор телекомпании «Игра-ТВ», почётный президент Международной Ассоциации Клубов «Что? Где? Когда?» (МАК ЧГК). Соавтор игры «Что? Где? Когда?». Вдова Владимира Ворошилова, создателя, режиссёра и ведущего игры. Мать Бориса Крюка, современного автора, ведущего, режиссёра и продюсера телеигры «Что? Где? Когда?».

## Биография
Окончила филологический факультет Московского государственного педагогического институт им. Ленина.
С 1968 года — в Главной редакции программ для молодёжи Центрального телевидения СССР. Работала ассистентом режиссёра, редактором, специальным корреспондентом, старшим редактором, директором студии «Эксперимент», продюсером игрового и развлекательного вещания «ОРТ».
В 1975 году стала соавтором (права поделены 40/60 % — Стеценко/Ворошилов) и первым редактором телеигры «Что? Где? Когда?».
Совместно с Ворошиловым создала одну из первых частных телекомпаний в стране — Телекомпанию «Игра-ТВ», а также общественную организацию Международная ассоциация клубов «Что? Где? Когда?».
Участвовала в создании телевизионных проектов:
- «Аукцион»;
- «А ну-ка, девушки!»;
- «А ну-ка, парни!»;
- «Спринт для всех»;
- «Наша биография» (документальный сериал, выпуски: «Год 1923», «Год 1946» и «Год 1947»);
- «Что? Где? Когда?» (интеллектуальная игра);
- «Мир и молодёжь»;
- «Агитпоезд „Комсомольская правда“» (о Байкало-Амурской магистрали);
- «Брэйн-ринг» (интеллектуально-спортивная игра);
- «Любовь с первого взгляда» (психологическая игра);
- «Игрушки» (утренний телеканал);
- «Караоке на Арбате» (музыкальная игра);
- «Граф Нулин» (телевизионный моноспектакль с актрисой Мариной Неёловой в главной роли, режиссёр Кама Гинкас);
- «Культурная революция» (ток-шоу);
- «Жизнь прекрасна» (музыкальное ток-шоу);
- «Человек в большом городе» (ток-шоу);
- «Мы и наука. Наука и мы» (ток-шоу).

## Награды
Программы телекомпании «Игра-ТВ», возглавляемой Н. И. Стеценко, не раз были отмечены высшей наградой Академии российского телевидения — премией «ТЭФИ»: телеигра «Что? Где? Когда?» (четыре приза «ТЭФИ» и три номинации), ток-шоу «Культурная революция» (два приза «ТЭФИ» и одна номинация), музыкальное ток-шоу «Жизнь прекрасна» (две номинации «ТЭФИ»), фильм «Граф Нулин» — художественно-постановочное шоу (номинант «ТЭФИ»).
Персональные награды Наталии Стеценко:
- Премия «Телегранд» («Хрустальный зубр», 25 апреля 2013 года).[2]
- Премия «ТЭФИ» в номинации «За личный вклад в развитие российского телевидения» (25 июня 2015 года).
- Орден Дружбы (5 мая 2025 года) — за большой вклад в развитие средств массовой информации и многолетнюю плодотворную деятельность[3].

## Семья
- Муж — Владимир Ворошилов.
- Сын (от первого брака) — Борис Крюк.